# James M. Beggs

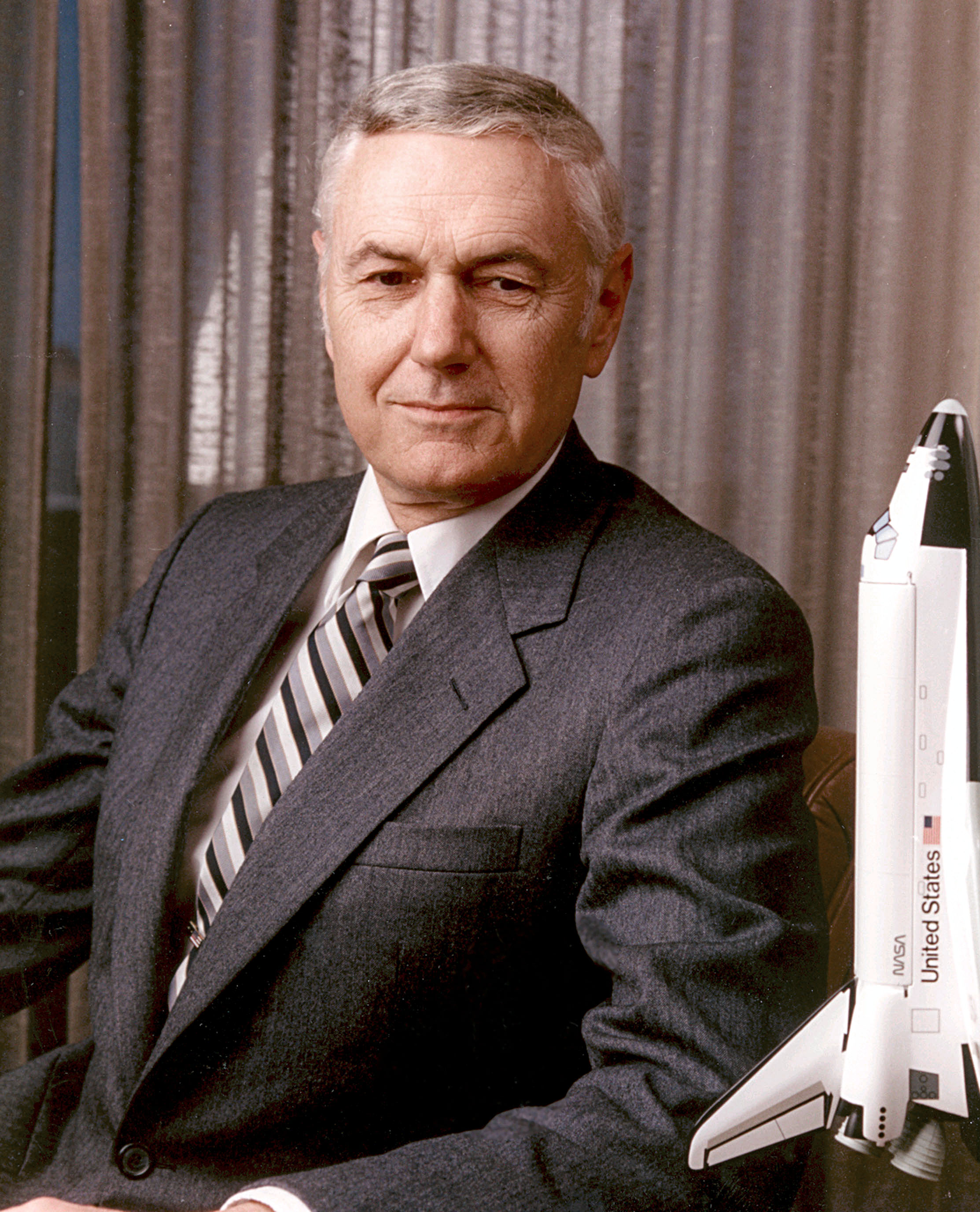
James M. Beggs, offizielles NASA-Foto

James Montgomery Beggs (* 9. Januar 1926 in Pittsburgh, Pennsylvania; † 23. April 2020 in Bethesda, Maryland) war von Juli 1981 bis Dezember 1985 der sechste Leiter der US-amerikanischen Raumfahrtbehörde NASA.
James M. Beggs studierte Business Administration an der Harvard University und erreichte 1955 seinen Master.
Am 1. Juni 1981 wurde er von Präsident Ronald Reagan zum Administrator der NASA nominiert. Von Juli 1981 an führte er anschließend die NASA, bis er am 4. Dezember 1985 seinen Rücktritt aus der NASA ankündigte, der am 25. Februar 1986 wirksam wurde.